# Ковель (буксир)
Морський буксир «Ковель» U831 — належить до складу Військово-Морських Сил України. Побудований в 1965 році, спущений на воду 30 травня того ж року.

## Тактико-технічні характеристики судна
Стандартна водотоннажність: 717 т.
Повна водотоннажність: 890 т.
Розміри: довжина — 47,3 м, ширина — 10,3 м, осадка — 4,14 м.
Швидкість повного ходу: 13 вузлів.
Дальність плавання: 8000 миль при 11 вузлах, 6000 миль при 13 вузлах.
Силова установка: 1 електродвигун ПГ-150/60 на 1500 к.с., 2 дизель-генератора по 1000 кВт, 2 дизель-генератора по 20 кВт, 1 вал.
Радіотехнічне озброєння: навігаційна радіолокаційна станція «Дон».
Екіпаж: 31 чол.

## Історія судна
У перші повоєнні роки основними рятувальними суднами у складі Військово-Морського Флоту СРСР вважалися морські буксири різних проектів. Першим післявоєнним морським буксиром став пр.733, спроектований в центральному кондукторському бюро «Балтсудопроект» в середині 50-х років. Морський буксир цього проекту призначався для самостійної буксирування кораблів і суден водотоннажністю до 6000 тонн. Швидкісні і маневрені якості були посередніми (одновальна головна енергетична установка і швидкість ходу до 13 вузлів).
Морський буксир мав можливість працювати в льоду товщиною до 30 см. На ньому було передбачено озброєння з 57-мм автоматичної гармати ЗІФ-31 Б, яке було встановлено тільки на тих з них, які були передані морським частинам прикордонних військ. Основною модифікацією цього морського буксиру став рятувальний буксир пр.733С. На ньому за рахунок деякого скорочення буксирних коштів було розміщено два пожежних лафетних ствола і дві водолазні станції. Будівництво цих морських і рятувальних буксирів було розгорнуто на Петрозаводі в Ленінграді з 1958 року і тривало до 1966 року. Всього було побудовано для Військово-Морського Флоту близько 40 морських буксирів цього проекту і його модифікацій.
Морський буксир «МБ-51» проекту 733 був побудований в Ленінграді на суднобудівному заводі № 370 (заводський № 621), 30 травня 1965-го увійшов до складу Чорноморського флоту.
«МБ-51» входив до складу 132-го дивізіону суден забезпечення ЧФ з базуванням в Феодосії.
1 серпня  р. «МБ-51» був включений до складу Військово-Морських Сил України, отримав нову назву «Ковель» на честь однойменного українського міста з присвоєнням бортового номера «U831». Буксир перебував на Південній військово-морській базі.
В березні 2014-го в результаті Кримської кризи був захоплений російськими військами. Однак в результаті переговорів був повернутий 19 квітня був повернутий Україні та своїм ходом відбув до Одеси.